# マテオ・カレラス
マテオ・カレラス（Mateo Carreras、1999年12月17日 - ）は、トップ14アヴィロン・バイヨネに所属するラグビー選手。

## プロフィール
- アルゼンチン・トゥクマン出身[1]。
- ポジションはウィング(WTB)。
- 身長 173cm、体重 86kg
- U20アルゼンチン代表に選ばれたことがある[2]。
- アルゼンチン代表キャップは17（2024年3月現在）でラグビーワールドカップ2023のアルゼンチン代表に選ばれた[3]。
- 7人制アルゼンチン代表に選ばれたことがある。

## 略歴
ロス・タコスRC、ハグアレス、ニューカッスル・ファルコンズを経て、2024年、バイヨンヌに加入。